# Paseraman
Paseraman is een bestuurslaag in het regentschap Sumenep van de provincie Oost-Java, Indonesië. Paseraman telt 3117 inwoners (volkstelling 2010).